# Marche athlétique
« Marcheur » redirige ici. Pour le parti politique, voir La République en marche.
La marche athlétique est une discipline sportive qui relève de l'athlétisme et dans laquelle les adeptes doivent marcher sans jamais courir, c'est-à-dire qu'un pied au moins doit être en permanence en contact avec le sol,.

## Vitesse et fond

### Marche athlétique de vitesse
En marche athlétique de vitesse, il existe une règle supplémentaire qui veut que la jambe de soutien doit être tendue (non pliée au genou) depuis le moment où le pied touche le sol jusqu'à ce qu'il passe au-dessous du corps,. La marche athlétique de vitesse regroupe notamment les distances de 20 km, 35 km et 50 km. La marche athlétique de vitesse est une discipline olympique. 

### Marche athlétique de fond
La marche athlétique de fond commence en principe au-delà du 50 km, là où finit la marche de vitesse. Mais classiquement les épreuves de fond ont au moins une distance de 100 km.
Il existe des épreuves de distances très variées comme le 100 km, le 150 km, 200 km etc. On trouve aussi des courses de grand fond (ou ultrafond) beaucoup plus longues comme le Paris-Colmar d'une distance de près de 450 kilomètres. 
Dans cette discipline la règle de la jambe tendue obligatoire en marche de vitesse n'est pas appliquée. Dans la marche de fond c'est l'endurance plus que la vitesse qui est importante. On ne marche pas à 7 km/h sur une distance de 200 km en continu comme on marche sur 50 km. C'est pourquoi la marche de fond et surtout de grand fond comme le Paris-Colmar est d'emblée considérée comme athlétique.

## Compétitions
Les épreuves de marche athlétique se déroulent sur piste (généralement pour des distances inférieures à 10 000 m) ou sur route (distance à partir de 10 km).
La Coupe du monde de marche, régie par l'IAAF, est une compétition internationale disputée tous les deux ans. La marche est également une discipline représentée aux championnats du monde d'athlétisme. Dans ces deux compétitions, à la suite de la suppression des épreuves de 50 km, l'épreuve se dispute désormais sur 20 km et sur 35 km pour les hommes et pour les femmes. 
Les épreuves olympiques sont le 20 km hommes et femmes, ainsi qu'une épreuve par équipes mixtes dont la distance totale est équivalente à celle d'un marathon (42,195 km). 

## Règles
Le jugement s'effectue à l'œil nu.
Pendant une épreuve, il doit y avoir trois juges au minimum ainsi qu'un chef-juge. Chaque juge dispose de deux cartons jaunes différents pour signaler un type d'infraction. Deux infractions sont pénalisées : la faute de suspension (aucun contact avec le sol) dont le marcheur est averti par un carton jaune comportant un symbole qui représente une ligne brisée en quatre, et la faute de flexion (jambe d'appui non tendue) dont le marcheur est averti par un carton jaune comportant un symbole qui représente une ligne brisée en deux. Cependant, ce carton jaune n'est pas obligatoire, le juge peut donc donner un carton rouge dans deux cas : s'il considère que l'athlète commet une grosse faute, ou si après l'avoir averti par le carton jaune, le juge pense que l'athlète est toujours en faute. Lorsque le juge donne un carton rouge il en avertit le chef-juge. Les cartons rouges ne sont pas montrés à l'athlète mais celui-ci peut être mis au courant par un tableau d'affichage ou par le chef-juge. Au bout de trois cartons rouges, le marcheur est disqualifié. Un juge ne peut pas donner plus d'un carton rouge par athlète, c'est pour cela qu'un minimum de trois juges par épreuve est nécessaire.
À partir des championnats du monde de Doha en 2019, les règles évoluent légèrement dans les grands championnats. Un marcheur qui écope de trois cartons rouges n'est plus directement disqualifié mais il doit s'arrêter dans une zone de pénalité. La durée de la pénalité varie en fonction de la distance : 2 min sur 20 km, 3 min 30 sur 35 km, 5 min sur 50 km. Un marcheur n'est définitivement disqualifié que s'il reçoit un quatrième carton rouge par un quatrième juge différent. 
Les disqualifications sont courantes dans les courses d'élite. L'une des plus notoires est celle de l'Australienne Jane Saville, alors qu'elle se trouvait en tête de la course à une centaine de mètres seulement de l'arrivée, lors des Jeux olympiques d'été de 2000.

## Les dix premiers marcheurs de vitesse du monde

### Hommes

#### 20km
| Note          | Athlète                    | Nationalité | Lieu             | Date              |
| ------------- | -------------------------- | ----------- | ---------------- | ----------------- |
| 1 h 16 min 36 | Yūsuke Suzuki              | Japon       | Nomi             | 15 mars 2015      |
| 1 h 17 min 02 | Yohann Diniz               | France      | Arles            | 8 mars 2015       |
| 1 h 17 min 16 | Vladimir Kanaykin          | Russie      | Saransk          | 29 septembre 2007 |
| 1 h 17 min 21 | Jefferson Pérez            | Équateur    | Paris            | 23 août 2003      |
| 1 h 17 min 22 | Francisco Javier Fernández | Espagne     | Turku            | 28 avril 2002     |
| 1 h 17 min 23 | Vladimir Stankin           | Russie      | Adler            | 8 février 2004    |
| 1 h 17 min 33 | Nathan Deakes              | Australie   | Cixi             | 23 avril 2005     |
| 1 h 17 min 41 | Zhu Hongjun                | Chine       | Cixi             | 23 avril 2005     |
| 1 h 17 min 46 | Julio René Martínez        | Guatemala   | Eisenhüttenstadt | 8 mai 1999        |
| 1 h 17 min 46 | Roman Rasskazov            | Russie      | Moscou           | 19 mai 2000       |
| 1 h 17 min 53 | Cui Zhide                  | Chine       | Cixi             | 23 avril 2005     |
| 1 h 17 min 56 | Alejandro López            | Mexique     | Eisenhüttenstadt | 8 mai 1999        |
| 1 h 18 min 04 | Bo Lingtang                | Chine       | Pékin            | 7 avril 1994      |

#### 50km
| Note          | Athlète             | Nationalité      | Lieu        | Date             |
| ------------- | ------------------- | ---------------- | ----------- | ---------------- |
| 3 h 32 min 33 | Yohann Diniz        | France           | Zurich      | 15 août 2014     |
| 3 h 33 min 11 | Yohann Diniz        | France           | Londres     | 13 août 2017     |
| 3 h 34 min 14 | Denis Nizhegorodov  | Russie           | Tcheboksary | 11 mai 2008      |
| 3 h 35 min 47 | Nathan Deakes       | Australie        | Geelong     | 2 décembre 2006  |
| 3 h 36 min 03 | Robert Korzeniowski | Pologne          | Paris       | 27 août 2003     |
| 3 h 36 min 06 | Yu Chaohong         | Chine            | Nanjing     | 22 octobre 2005  |
| 3 h 36 min 13 | Zhao Chengliang     | Chine            | Nanjing     | 22 octobre 2005  |
| 3 h 36 min 20 | Han Yucheng         | Chine            | Nanjing     | 27 février, 2005 |
| 3 h 36 min 42 | German Skurygin     | Russie           | Paris       | 27 août 2003     |
| 3 h 37 min 09 | Alex Schwazer       | Italie           | Pékin       | 22 août 2008     |
| 3 h 37 min 26 | Valeriy Spitsyn     | Russie           | Moscou      | 21 mai 2000      |
| 3 h 37 min 41 | Andrey Perlov       | Union soviétique | Leningrad   | 5 août 1989      |
| 3 h 37 min 46 | Andreas Erm         | Allemagne        | Paris       | 27 août 2003     |
| 3 h 37 min 58 | Xing Shucai         | Chine            | Nanjing     | 27 février 2005  |

### Femmes

#### 20km
| Note          | Athlète                      | Nationalité | Lieu        | Date             |
| ------------- | ---------------------------- | ----------- | ----------- | ---------------- |
| 1 h 24 min 50 | Olimpiada Ivanova            | Russie      | Adler       | 4 mars 2001      |
| 1 h 25 min 18 | Tatyana Gudkova (athlétisme) | Russie      | Moscou      | 19 mai 2000      |
| 1 h 25 min 20 | Olga Polyakova               | Russie      | Moscou      | 19 mai 2000      |
| 1 h 25 min 29 | Irina Stankina               | Russie      | Moscou      | 19 mai 2000      |
| 1 h 25 min 59 | Tamara Kovalenko             | Russie      | Moscou      | 19 mai 2000      |
| 1 h 26 min 22 | Wang Yan                     | Chine       | Guangzhou   | 19 novembre 2001 |
| 1 h 26 min 22 | Yelena Nikolayeva            | Russie      | Tcheboksary | 18 mai 2003      |
| 1 h 26 min 23 | Wang Liping                  | Chine       | Guangzhou   | 19 novembre 2001 |
| 1 h 26 min 28 | Irina Pudovkina              | Russie      | Adler       | 12 mars 2005     |
| 1 h 26 min 35 | Liu Hongyu                   | Chine       | Guangzhou   | 19 novembre 2001 |

Elena Lashmanova bat le record du monde sur le 20 km marche lors des jeux olympiques 2012 à Londres (1 h 25 min 2 s).

#### 50km
Pour la première édition du 50 km marche femme lors des championnats du monde d'athlétisme à Londres en 2017, c'est la Portugaise Inês Henriques qui a remporté la médaille d'or et établi un nouveau record du monde avec un temps de 4 h 9 min 21 s précédant l'Ukrainienne Alina Tsviliy (4 h 12 min 44s).